# Alzey
Alzey (IPA: [ˈaltsaɪ]) város Németország Rajna-vidék-Pfalz tartományában, az A61-es és A63-as autópálya csomópontjánál. A város nevezetes bortermeléséről és borászati iskoláiról.

## Nevének eredete
Az Alzey (Altiaia) nevet először egy 223-ból származó római kőfeliraton említik, jelentése nem ismert. Elképzelhető, hogy egy korábbi kelta település nevéből származik.

## Alzeyhoz kötődnek
- Volker von Alzey, a nibelung-történetek egyik hőse
- August Belmont (1816-1890), bankár, nagykövet[2]

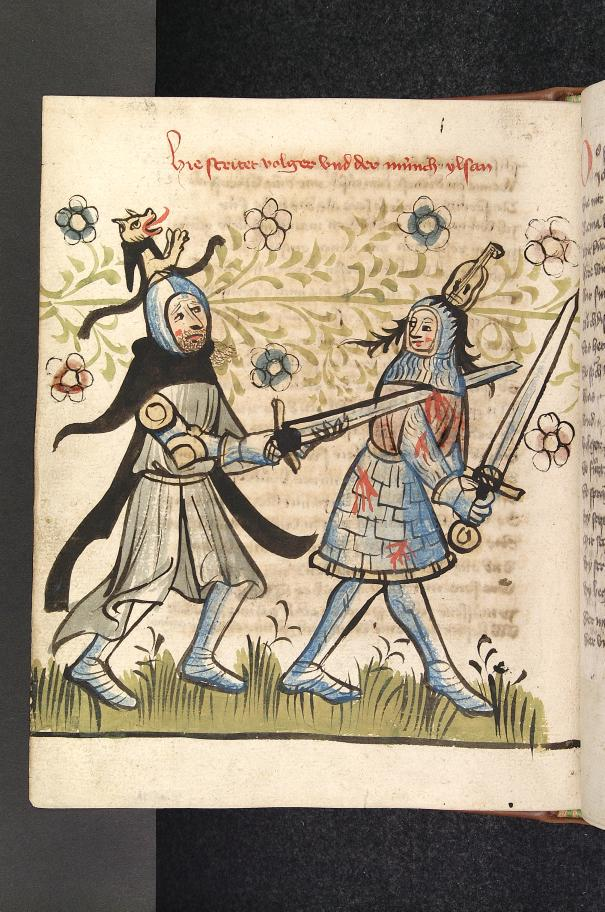
Volker von Alzey (jobbra)

- Tarkan, török popénekes

## Képek

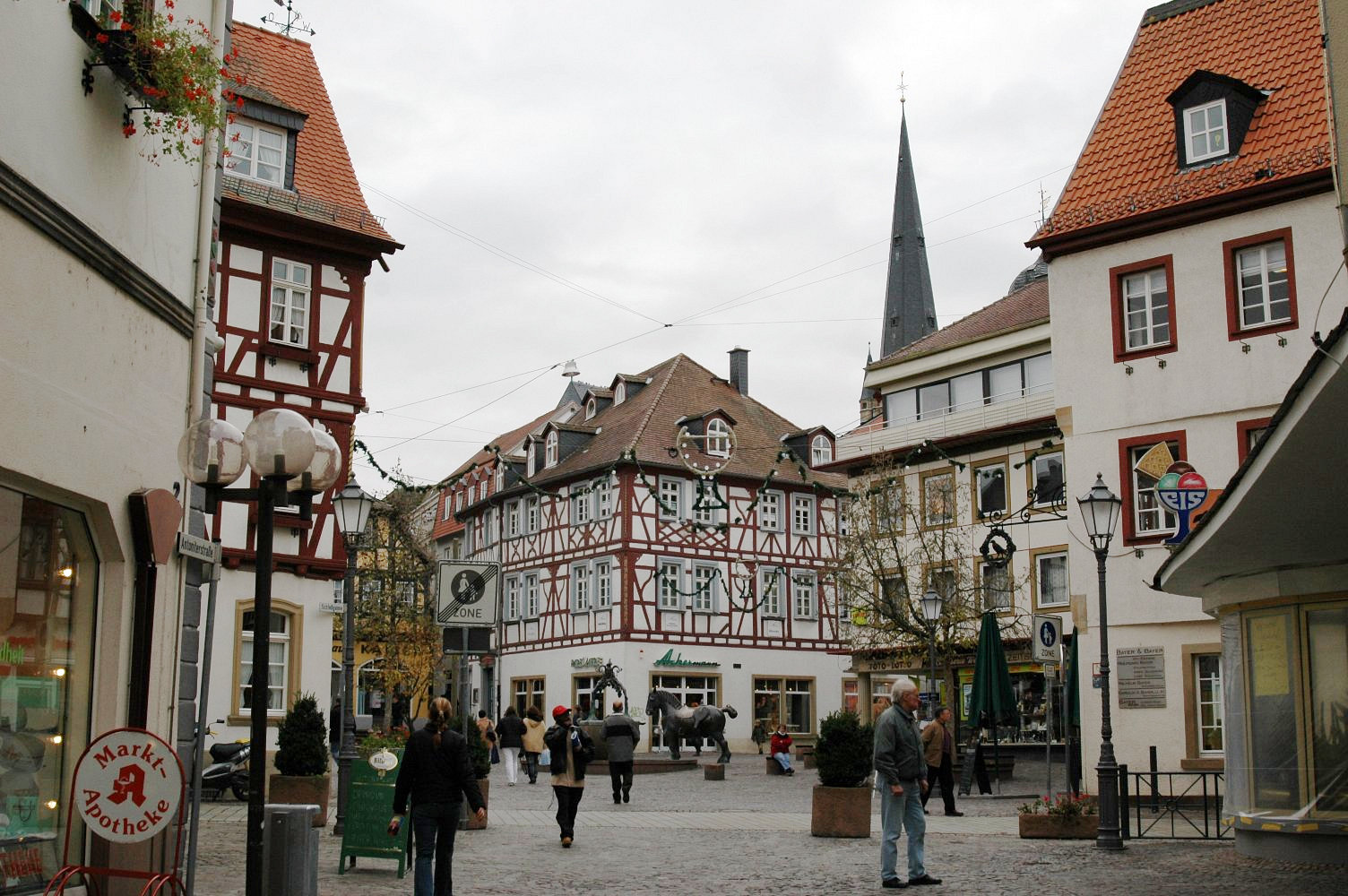
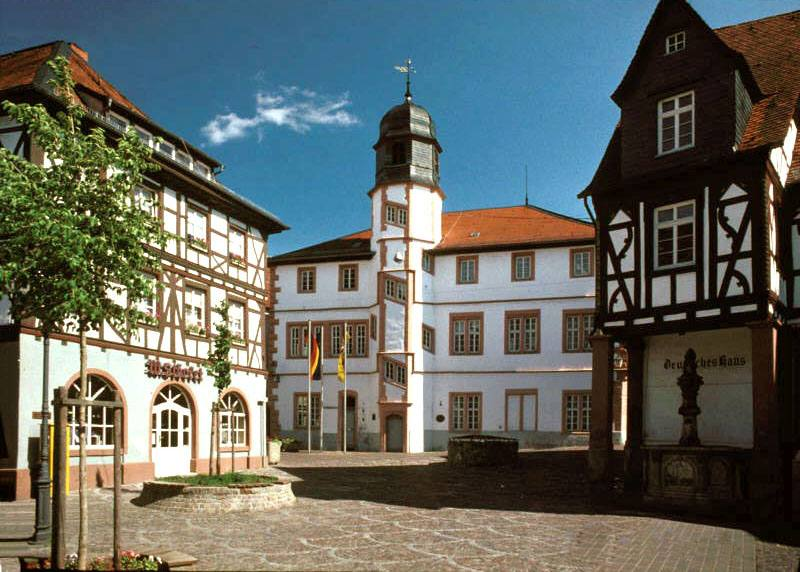

## Testvérvárosai
- Harpenden (1963)
- Josselin